# 陸愈
陸愈（1439年—1488年），字抑之，號貞菴，浙江嘉興府平湖縣馬厩里人，竈籍，明朝政治人物。進士出身。

## 生平
早年出身國子生，天順六年（1462年）壬午科浙江鄉試第三十五名。成化十一年（1475年）乙未科會試第二百十九名，殿試登進士第三甲第七十七名。觀政吏部，擔任揚州府江都縣知縣，在任三載，升任廣東道試監察御史，監通積局竹木及廵視京倉。丁外艱，服除，始實拜廣東道御史，未幾，復丁內艱，改山西道，不三月，巡按四川，滿一載，將代，以盛暑行炎鄉，得疾回成都而卒。生正統己未七月十二日，卒弘治戊申八月二十六日，年五十。

## 家族
原籍海盐之陸塘橋，曾祖父陸世榮。祖父陸成。父亲陸貴。母朱氏。